# Simulium amazonicum
Simulium amazonicum es una especie de insecto del género Simulium, familia Simuliidae, orden Diptera.
Fue descrita científicamente por Goeldi en 1905.